# کاران (شهرستان چکماگوشفسکی، باشقیرستان)
کاران (انگلیسی: Karan, Chekmagushevsky District, Republic of Bashkortostan) یک شهرک در شهرستان چکماگوشفسکی استان باشقیرستان کشور روسیه است.